# The Blast
The Blast foi um periódico anarquista estadunidense publicado por Alexander Berkman de 1916 a 1917 na cidade de São Francisco, no estado da Califórnia.